# Henrietta Litchfield
Henrietta Emma Litchfield (née Darwin ; 25 septembre 1843 - 17 décembre 1927) est une fille de Charles Darwin et de sa femme Emma Wedgwood.

## Biographie
Henrietta est née à Down House, Downe, Kent, en 1843. Elle est la troisième fille de Darwin. Elle et son frère Frank aident leur père dans son travail, et Henrietta aide à publier The Descent of Man.
Le 31 août 1871, elle épouse Richard Buckley Litchfield, né à Yarpole, près de Leominster, en 1832 le couple n'a pas d'enfant. Elle est veuve le 11 janvier 1903, lorsque Richard meurt à Cannes, France. Il est enterré dans le Cimetière anglais, Cannes.
Henrietta publie la biographie de Charles Darwin de son grand-père Erasmus Darwin, La vie d'Erasmus Darwin et L'Autobiographie de Charles Darwin, supprimant plusieurs passages litigieux. Elle publie également les papiers privés de sa mère (Emma Darwin: A Century of Family Letters) (1904). Elle répond à l'histoire de Lady Hope que son père aurait subi une conversion sur son lit de mort en écrivant un article dans The Christian en 1922 disant qu'il "[n'avait] aucun fondement". Elle est décédée à Burrows Hill, Gomshall, Surrey, à l'âge de 84 ans.
Elle est enterrée à St Mary the Virgin Churchyard, Downe, Kent.